# Colonna della Peste
La Colonna della Peste, in tedesco Pestsäule, è una monumentale colonna votiva che si erge nel centro del Graben di Vienna, in Austria. 
Rappresenta un grande esempio della scultura barocca austriaca.

## Storia

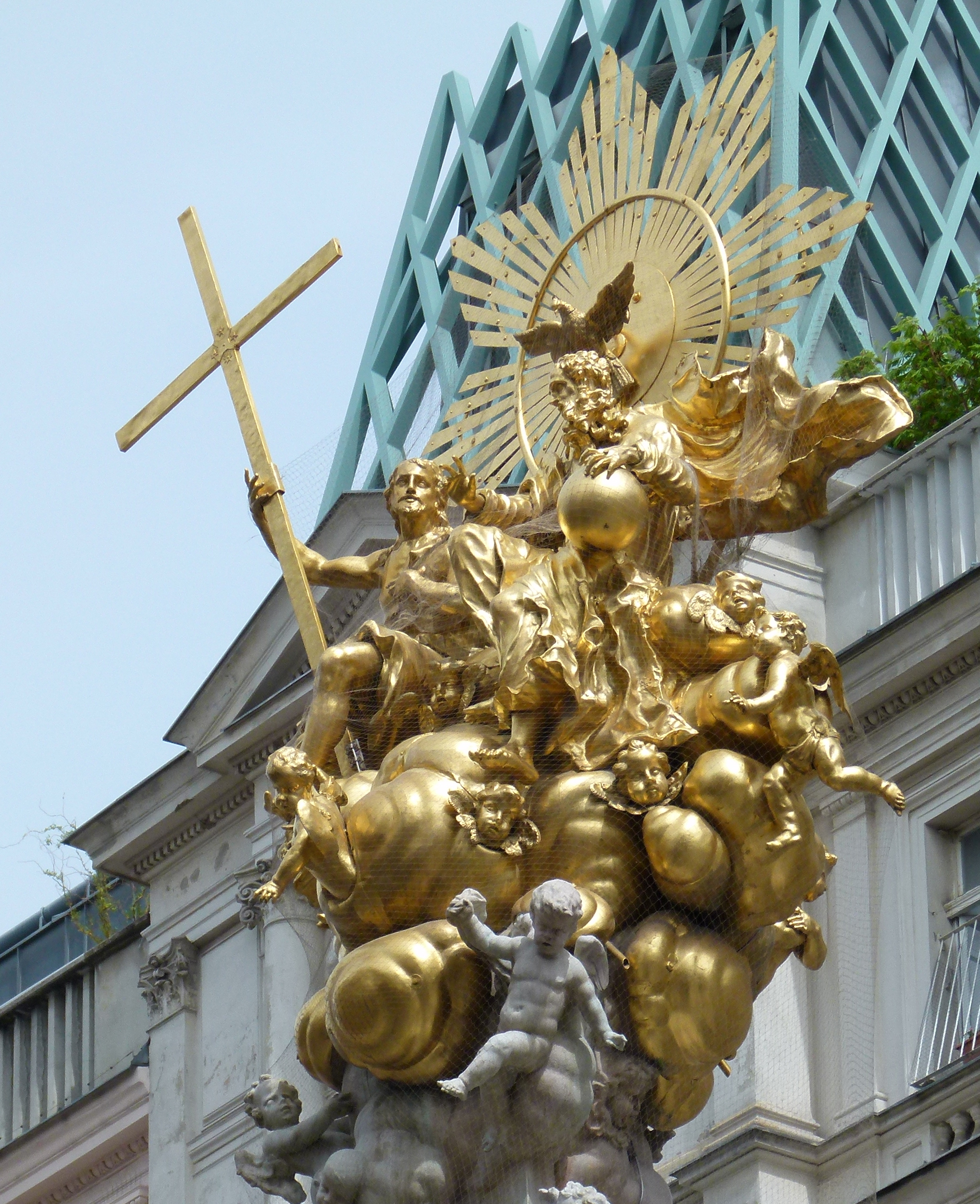
Il gruppo della Trinità in rame dorato.

Nel 1679 Vienna venne colpita da una delle ultime grandi epidemie di peste. L'imperatore Leopoldo I d'Asburgo, lasciando la città, fece voto di erigere una colonna di ringraziamento se la peste fosse finita. Nello stesso anno, dunque, venne eretta una prima colonna, lignea, ad opera di Johann Frühwirth. Era una colonna corinzia sormontata da un gruppo della Santissima Trinità con nove angeli scolpiti, a simboleggiare i nove Cori angelici.
Nel 1683 Matthias Rauchmüller venne commissionato di rifare l'opera in marmo, ma morì già nel 1686 lasciando solo qualche scultura di angeli. Numerosi altri artisti si susseguirono, fra cui il grande architetto di corte Johann Bernhard Fischer von Erlach, che disegnò le sculture alla base della colonna. Alla fine il progetto venne assegnato a Paul Strudel che si basò sui concetti teatrali dell'architetto e scenografo italiano Lodovico Burnacini. Domina in alto il gruppo in rame dorato della Trinità, e al di sotto di esso Burnacini previde una piramide vorticosa di nuvole dalle quali escono sculture di angeli, e in primo piano la statua dell'Imperatore in ginocchio che prega davanti alla statua della Fede. Anche gli scultori Tobias Kracker e Johann Bendel contribuirono all'opera. 
La colonna, alta ben 21 metri venne, infine, inaugurata nel 1693.
Nonostante il lungo periodo di costruzione, le differenti modifiche apportate al progetto e i numerosi artisti coinvolti, il monumento presenta una notevole unità stilistica. Rappresenta un capolavoro della scultura barocca viennese nella sua fase di transizione verso il Rococò.